# Vivir la utopía
Vivir la Utopía é um documentário de 1997, produzido pela TVE (Televisão Espanhola) e dirigido por Juan Gamero, que descreve a experiência anarcosindicalista e anarcocomunista vivida na Espanha que transformou radicalmente as estruturas da sociedade em amplas zonas do bando republicano, evento denominado Revolução Espanhola, ocorrido durante a Guerra Civil Espanhola entre 1936 e 1939.

## Sinopse
O documentário conta com trinta entrevistas com sobreviventes anarquistas da Revolução Espanhola, cujo testemunho mostra o "labor constructivo" da revolução social e os antecedentes do movimento libertário espanhol. 
Este "labor constructivo" significou, segundo o documentário, a organização de coletividades agrícolas de aproximadamente 7 milhões de campesinos, 3.000 fábricas e empresas nas cidades, a união de 150.000 milicianos anarquistas contra o fascismo, bem como as atividades culturais e o movimento "Mujeres Libres" em que o sexo feminino lutava contra o patriarcado.